# Arenaria ligericina
Arenaria ligericina là loài thực vật có hoa thuộc họ Cẩm chướng. Loài này được Lecoq & Lamotte mô tả khoa học đầu tiên năm 1847.